# Phaonia trypetiformis
Phaonia trypetiformis este o specie de muște din genul Phaonia, familia Muscidae, descrisă de Shinonaga în anul 1998. Conform Catalogue of Life specia Phaonia trypetiformis nu are subspecii cunoscute.